# اولریش سود
اولریش سود (انگلیسی: Ulrich Sude؛ زادهٔ ۱۹ آوریل ۱۹۵۶) بازیکن فوتبال اهل آلمان است.
از باشگاه‌هایی که در آن بازی کرده‌است می‌توان به باشگاه فوتبال بروسیا مونشن‌گلادباخ اشاره کرد.